# 자스-그룬트
자스-그룬트(Saas-Grund)는 스위스 발레주의 피스프구에 있는 시정촌이다. 그것은 렌츠슈피체와 돔산의 동쪽에 있다.

## 역사
자스-그룬트는 1438년에 grunderro로 처음 언급되었다.

## 지리

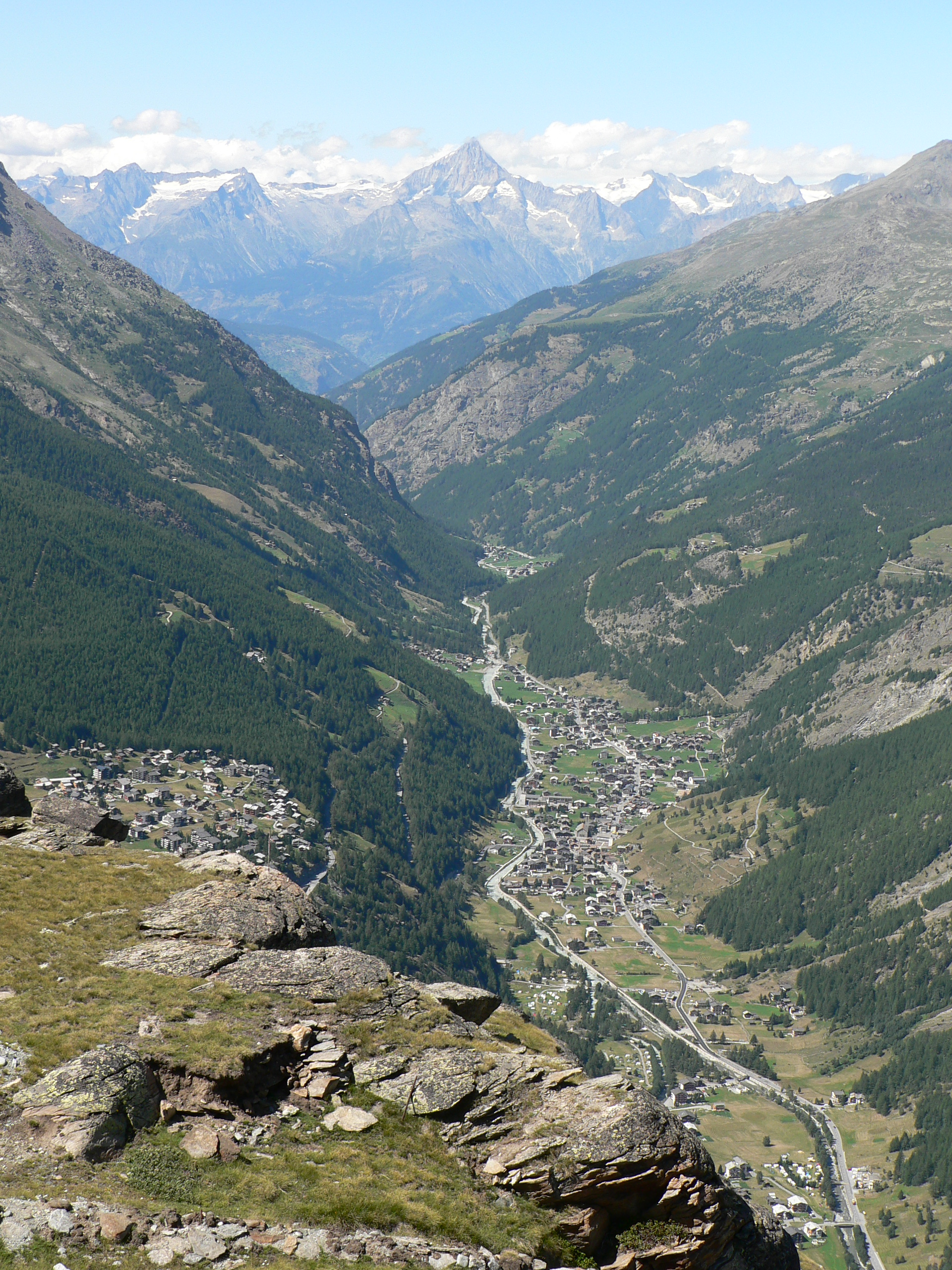
자스-그룬트와 사스페(왼쪽로)

자스-그룬트의 면적은 2011년 기준으로 24.6k㎡이다. 이 면적 중 11.0%는 농업용으로 사용되고 12.5%는 산림이다. 나머지 토지 중 1.3%는 정착지(건물이나 도로)이고 75.2%는 불모지이다.
시정촌은 피스프구에 있다. 자스-그룬트 마을, Unter dem Berg 및 Ze Laubinu의 작은 마을, 타마텐 및 Unter den Bodmen의 작은 마을 일부로 구성되어 있다.

## 인구통계

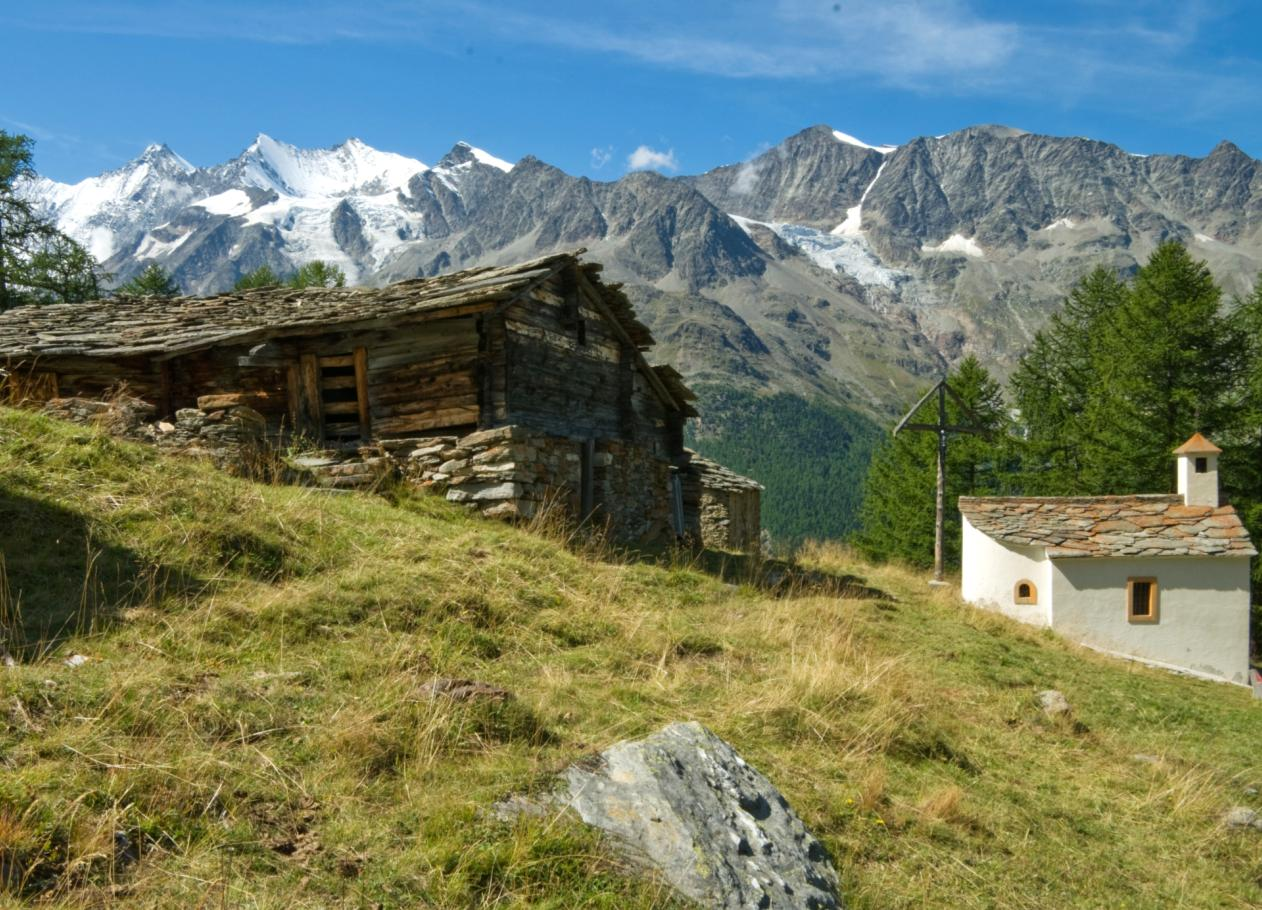
트리프트 고산 주거지

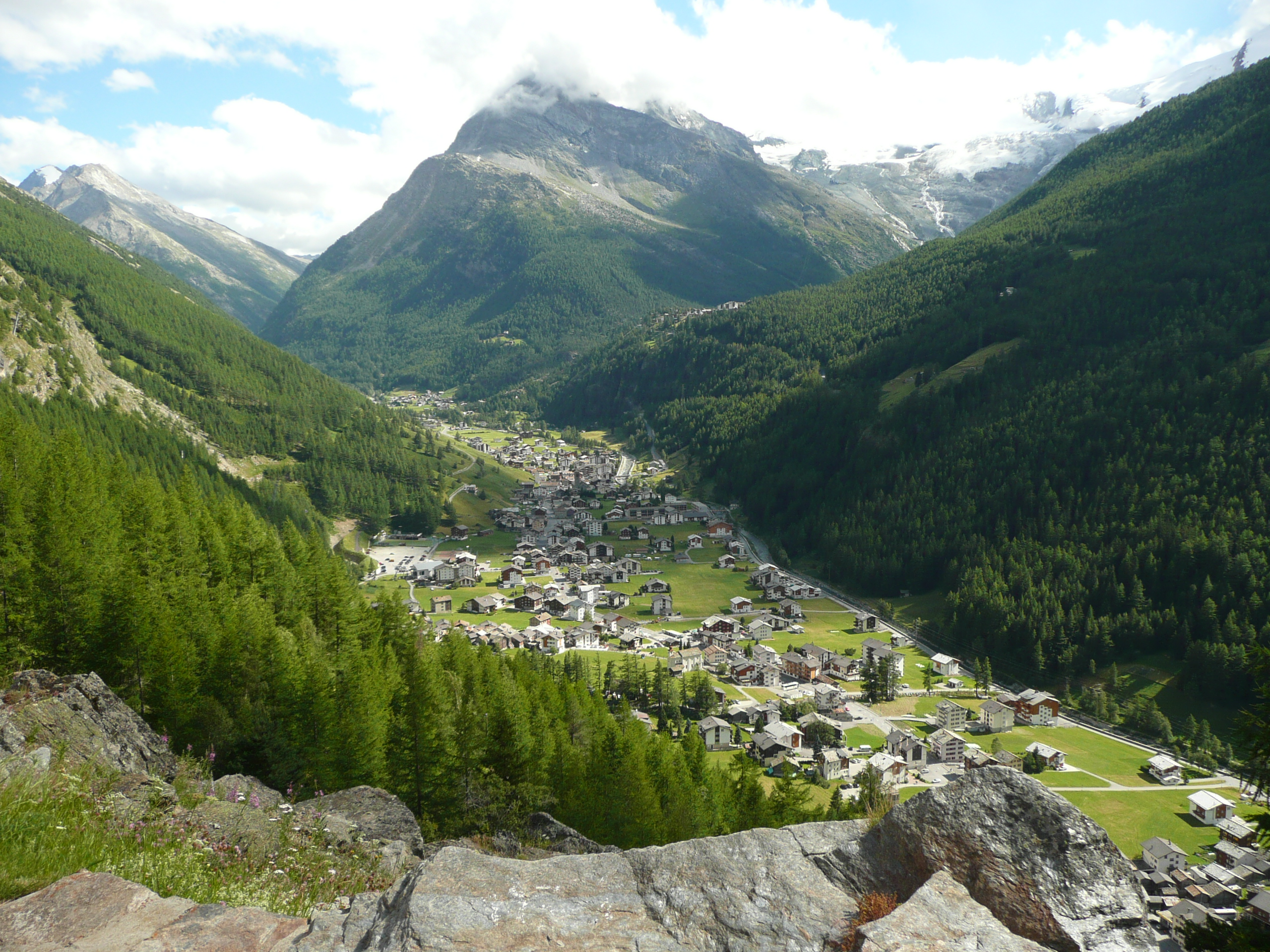
자스-그룬트 마을

2020년 12월 기준, 자스-그룬트의 인구는 990명이다. 2008년 기준으로 인구의 12.7%가 거주하는 외국인이다. 2000년부터 2010년까지 지난 10년 동안 인구는 -10.2%의 비율로 변화했다. 이주로 인해 -10.4%의 비율로, 출생과 사망으로 인해 -0.2%의 비율로 변경되었다.
2000년 기준, 인구 대부분인 1,068명(91.5%)이 독일어를 모국어로 사용하고, 세르보-크로아티아어가 35명(3.0%)이 두 번째로 많이 사용되고, 알바니아어가 35명(3.0%)으로 세 번째로 사용된다. 프랑스어를 할 줄 아는 사람은 3명, 이탈리아어를 할 줄 아는 사람은 11명이다.
지자체의 인구 중 713명(약 61.1%)가 자스-그룬트에서 태어나 2000년에 그곳에 살았다. 같은 주에서 태어난 210명(18.0%)가 있었고, 73명(6.3%)는 스위스 다른 곳에서 태어났다. 137명(11.7%)는 스위스 이외의 지역에서 태어났다.
2000년 기준으로 아동·청소년(0~19세)이 24.8%, 성인(20~64세)이 60.9%, 노인(64세 이상)이 14.3%를 차지하고 있다.
2000년 기준으로 시정촌에는 미혼이거나 독신인 사람이 484명 있다. 기혼자는 597명, 미망인은 64명, 이혼한 사람은 22명이었다.
2000년 기준으로 시정촌의 개인가구는 417세대로 가구당 평균 2.6명이다. 1인 가구는 91가구, 5인 이상 가구는 32가구였다. 2000 년에는 총 387채(전체의 55.4%)가 상설 임대되었고, 277채(39.6%)가 계절적 임대, 35채(5.0%)가 비어 있었다. 2009년 기준 신규주택 건설률은 인구 1000명당 2.7세대이다. 2010년 시정촌 공실률은 0.4%였다.
역사적 인구는 다음 차트에 나와 있다.

### 종교
2000년 인구 조사에 따르면 943명(80.8%)이 로마 가톨릭 신자이고, 38%(3.3%)가 스위스 개혁 교회에 속해 있다. 나머지 인구 중 정교회 교인 이 35명 (3.00%)이었고, 다른 기독교 교인이 30명(인구의 약 2.57%)이었다. 이슬람교는 76명(6.51%)이었다. 다른 교회에 소속된 1명의 개인이 있었다. 15명(인구의 약 1.29%)은 교회에 속하지 않았고, 불가지론자 또는 무신론자였으며, 44명(인구의 약 3.77%)은 질문에 대답하지 않았다.

## 스포츠
전용 스키 리프트가 아닌 우편 버스로 지역의 다른 부분과 연결되기는 하지만 결합된 자스탈 스키 지역의 일부이기도 한 소규모 독립 스키 지역의 출발점이다.
크로이츠보덴(2,400m, 두 섹션)과 호흐자스(3,200m)까지 곤돌라가 있다.

## 정치
2007년 연방 선거에서 가장 인기 있는 정당은 59.14%의 득표율을 기록한 CVP였다. 다음으로 가장 인기 있는 세 정당은 FDP (21.5%), SVP (15.63%), SP (2.21%)였다. 연방 선거는 총 465표를 던졌고 투표율은 57.7%였다.
2009년 국무원 선거에서 총 679표가 투표되었으며, 그중 28표(4.1%)가 무효였다. 투표 참여율은 85.1%로 주 평균인 54.67%를 크게 웃돌았다. 2007년 스위스 상원 선거에서 총 464표가 투표되었으며, 그중 8표(1.7%)가 무효였다. 투표율은 57.9%로 주 평균 59.88%와 비슷한 수준이다.

## 경제
2010년 현재 자스-그룬트의 실업률은 2.2%이다. 2008년 기준으로 1차 경제 부문에 45명이 고용되어 있고, 이 부문에 약 15개 기업이 참여하고 있다. 68명이 2차 부문에 고용되었고, 이 부문에 13개의 기업이 있었다. 335명이 3차 부문에 고용되었으며, 이 부문에는 61개의 기업이 있다. 시정촌 주민은 591명으로 일정 정도 고용되었으며, 그중 여성이 전체 노동력의 39.4%를 차지하였다.
2008년에 정규직에 상응하는 총 일자리 수는 349개였다. 1차 부문의 일자리 수는 19개였으며, 그중 15개는 농업, 3개는 임업 또는 목재 생산이었다. 2차 부문의 일자리 수는 64개였으며, 그중 15개(23.4%)가 제조업에, 50개(78.1%)가 건설에 종사했다. 3차 부문의 일자리 수는 266개였다. 34개(12.8%)는 도소매 또는 자동차 수리, 36개(13.5%)는 상품의 이동 및 보관, 94개(35.3%)는 호텔 또는 레스토랑, 11개(4.1%는 보험 또는 금융업이었다. 산업, 13개(4.9%)는 기술 전문가 또는 과학자, 12개(4.5%는 교육, 50개(18.8%)는 의료 분야에 있었다.
2000년 기준으로 시정촌으로 출퇴근하는 근로자는 117명, 출퇴근 근로자는 271명이었다. 지자체는 근로자의 순수출 지자체로, 들어오는 1명당 약 2.3명의 근로자가 지자체를 떠나고 있다. 근로 인구의 22.5%가 출퇴근을 위해 대중교통을 이용했고, 43.7%가 자가용을 이용했다.

## 교육
자스-그룬트에서는 인구의 약 406명(34.8%)이 필수가 아닌 고등 중등 교육을 이수했으며 54명 또는(4.6%)이 추가 고등 교육( 대학 또는 응용학문대학)을 이수했다. 고등 교육을 마친 54명 중 70.4%가 스위스 남성, 13.0%가 스위스 여성, 9.3%가 비 스위스 남성이었다.
2010-2011 학년도 동안 자스-그룬트 학교 시스템에는 총 201명의 학생이 있었다. 발레주의 교육 시스템은 어린이들이 1년 동안 의무가 아닌 유치원에 다닐 수 있도록 허용한다. 해당 학년도에는 2개의 유치원 학급(KG1 또는 KG2)과 26명의 유치원생이 있다. 주의 학교 시스템은 학생들이 6년 동안 초등학교에 다닐 것을 요구한다. 자스-그룬트에는 초등학교에 총 6개의 학급과 100명의 학생이 있었다. 중등 학교이 프로그램은 3년의 낮은 의무 교육(오리엔테이션 수업)과 3~5년의 선택적인 고급 학교로 구성된다. 자스-그룬트에서 학교에 다니는 101명의 중학생이 있었다. 모든 고등학교 학생들은 다른 지자체의 학교에 다녔다.
2000년 현재 자스-그룬트에는 다른 지자체에서 온 166명의 학생이 있었고 22명의 거주자는 지자체 외부 학교에 다녔다.
자스-그룬트는 자스-그룬트 시립도서관의 본거지이다. 도서관은 (2008년 현재) 5,277권의 책 또는 기타 매체를 보유하고 있으며 같은 해에 9,058권을 대출했다. 그해에는 주당 평균 8시간씩 총 118일을 열었다.

## 관광

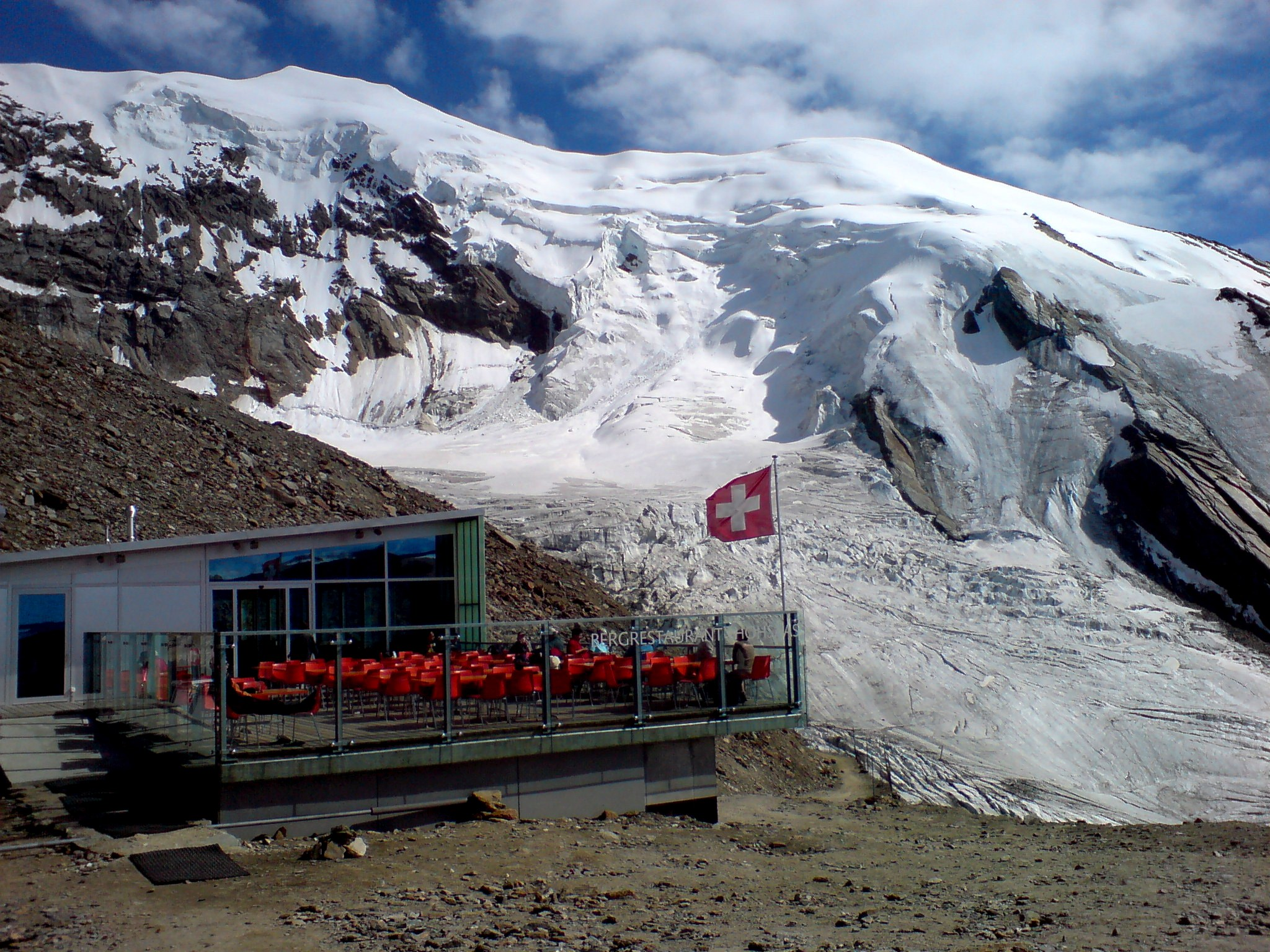
바이스미스가 보이는 호흐자스역

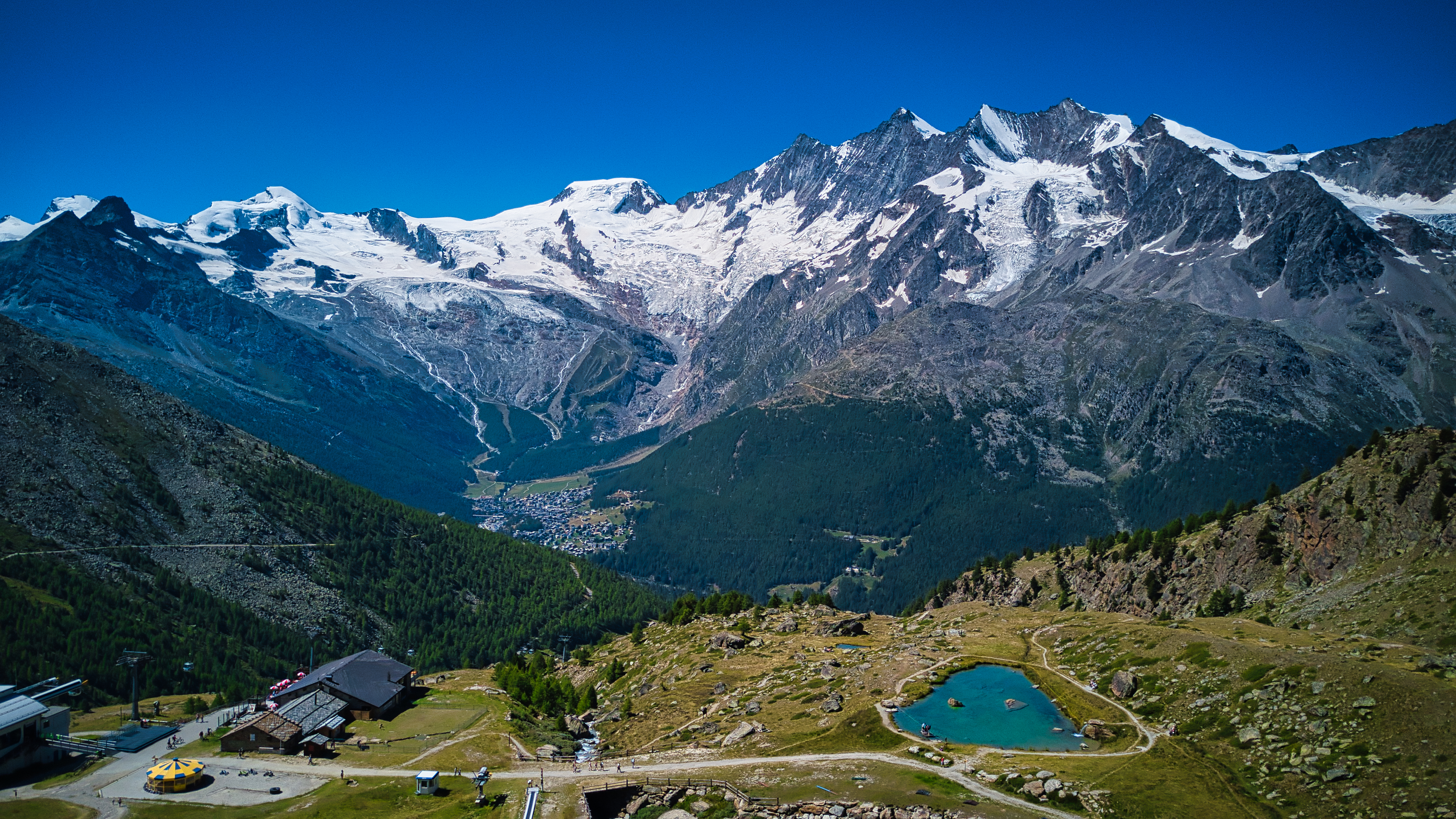
미샤벨의 크로이츠보덴과 사스페의 산악 전망

자스-그룬트에는 겨울 스포츠 구역과 하이킹 구역이 있다. 2대의 곤돌라와 여러 대의 스키 리프트가 해발 3,142m에 달한다. 스위스에서 5번째로 높은 해발고도를 가진 스키리조트이다.(체르마트, 사스페, 베르비어 및 생모리츠 다음)
크로이츠보덴 중간역(해발 2400m)에는 작은 호수와 어린이 구역(큰 놀이터)이 있다. 호흐자스산역 (해발 3142m)에서 몬테로사 대산괴까지 전체 미샤벨 산맥을 볼 수 있다.
트리프트알프는 자스-그룬트와 크로이츠보덴 사이의 중간에 있다.

## 교통
자스-그룬트 마을은 212 피스프-자스페 주요 도로에 있으며, 브리크와 피스프에서 포스트버스로 갈 수 있다. 주요 도로 212.1은 자스-그룬트에서 자스-알마겔과 마트마르크호로 이어진다.